# NHL Entry Draft 2012
2012 NHL Entry Draft var den 50:e NHL-draften och hölls den 22-23 juni 2012 i Consol Energy Center i Pittsburgh, Pennsylvania.

## Rankning inför draften
Slutlig ranking av NHL:s scoutorgan Central Scouting Bureau per 9 april 2012.
| Nr | Nordamerikanska utespelare | Europeiska utespelare   |
| -- | -------------------------- | ----------------------- |
| 1  | Nail Jakupov (HF)          | Filip Forsberg (HF)     |
| 2  | Ryan Murray (B)            | Teuvo Teräväinen (VF)   |
| 3  | Michail Grigorenko (C)     | Sebastian Collberg (HF) |
| 4  | Alex Galchenyuk (C)        | Hampus Lindholm (B)     |
| 5  | Morgan Rielly (B)          | Tomáš Hertl (C)         |
| 6  | Cody Ceci (B)              | Pontus Åberg (VF)       |
| 7  | Radek Faksa (C)            | Ville Pokka (B)         |
| 8  | Olli Määttä (B)            | Ludvig Byström (B)      |
| 9  | Jacob Trouba (B)           | Nikolai Prokhorkin (VF) |
| 10 | Griffin Reinhart (B)       | Anton Slepysjev (VF)    |

| Nr | Nordamerikanska målvakter | Europeiska målvakter |
| -- | ------------------------- | -------------------- |
| 1  | Malcolm Subban            | Andrei Vasilevski    |
| 2  | Brandon Whitney           | Oscar Dansk          |
| 3  | Jake Paterson             | Joonas Korpisalo     |

## Draftval

### Första valet
För tredje året i rad kommer Edmonton Oilers att ha första valet. Efter att ha valt Taylor Hall (2010) och Ryan Nugent-Hopkins (2011) tror många nordamerikanska experter att de kommer att plocka den ryske talangen Nail Jakupov 2012 . Den 22 juni draftade Oilers just Jakupov som nummer ett.

### Första rundan

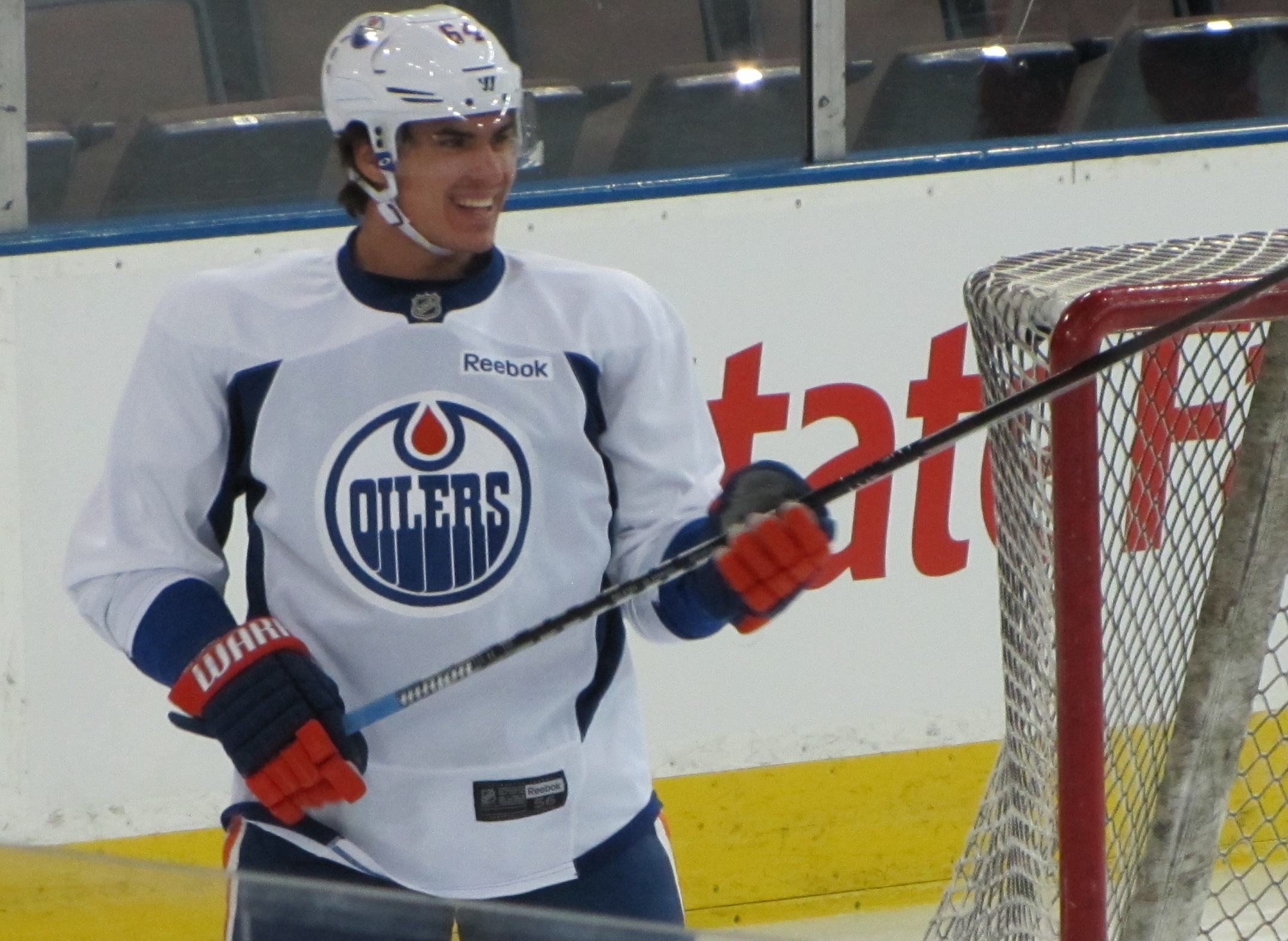
Nail Jakupov valdes av Edmonton Oilers som förste spelare totalt.

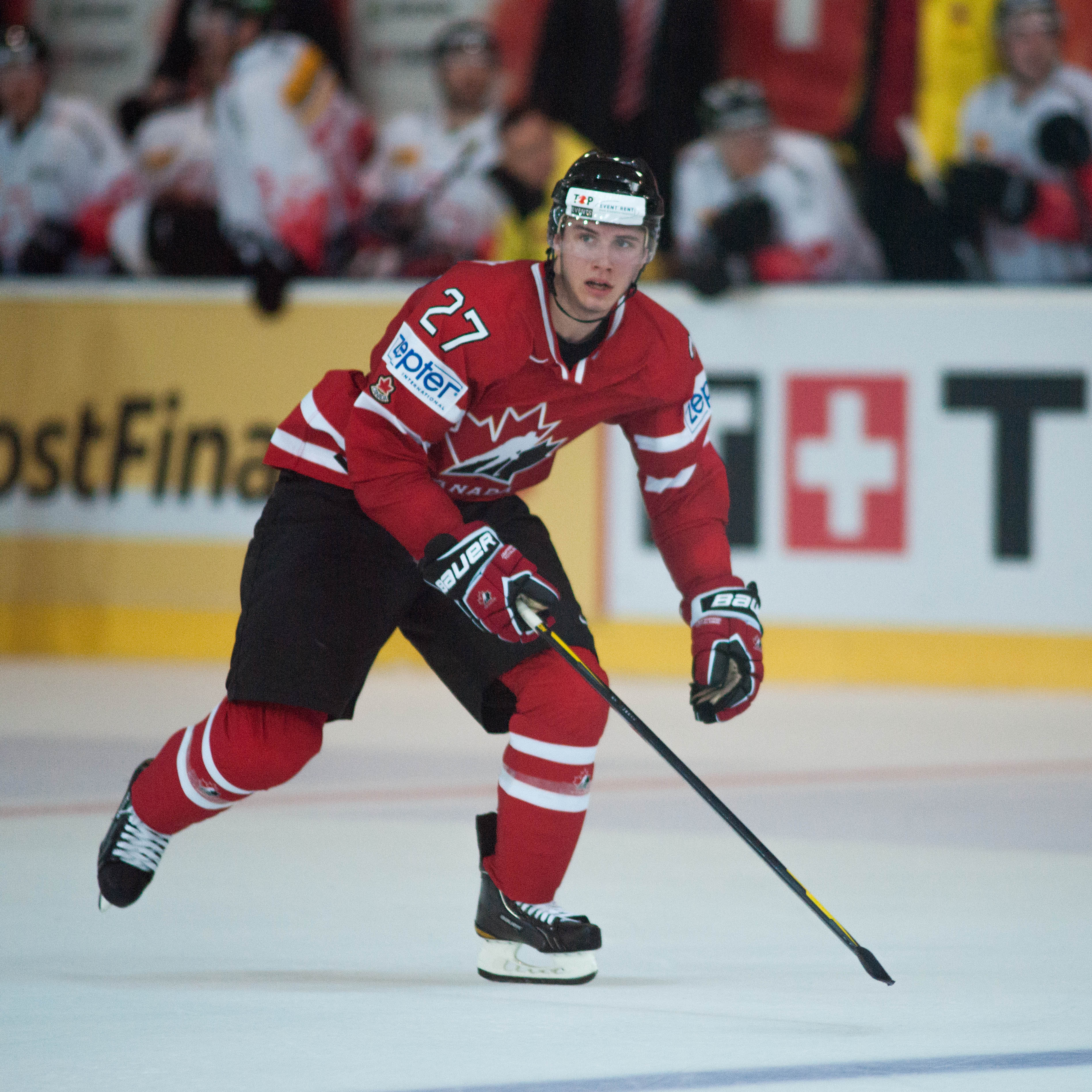
Ryan Murray valdes av Columbus Blue Jackets som andre spelare totalt.

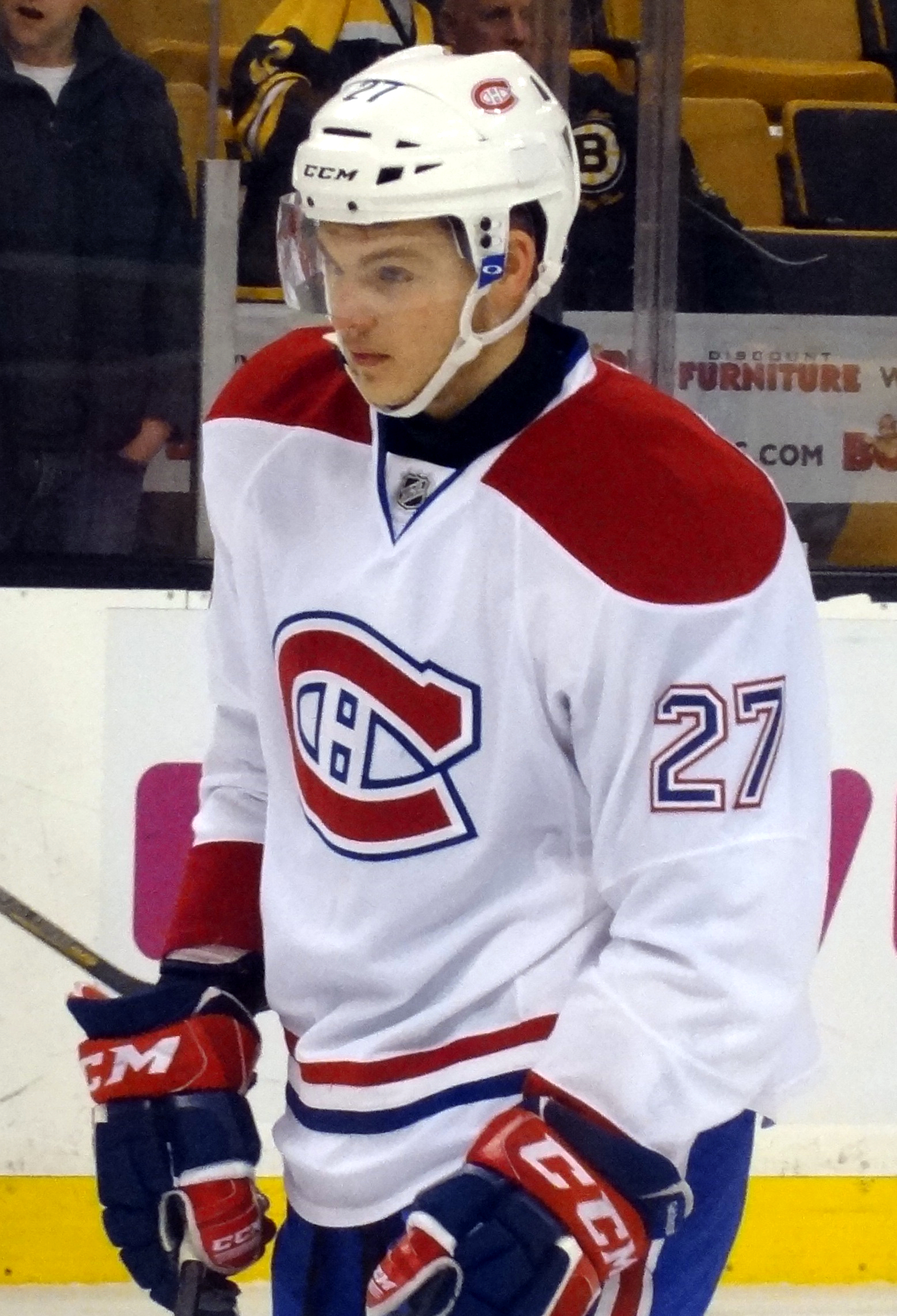
Alex Galchenyuk valdes av Montreal Canadiens som tredje spelare totalt.

| Nr | Spelare                 | Nationalitet | NHL Lag                                    | College/Junior/Klubb Lag        |
| -- | ----------------------- | ------------ | ------------------------------------------ | ------------------------------- |
| 1  | Nail Jakupov (HF)       | Ryssland     | Edmonton Oilers                            | Sarnia Sting (OHL)              |
| 2  | Ryan Murray (B)         | Kanada       | Columbus Blue Jackets                      | Everett Silvertips (WHL)        |
| 3  | Alex Galchenyuk (C)     | USA          | Montreal Canadiens                         | Sarnia Sting (OHL)              |
| 4  | Griffin Reinhart (B)    | Kanada       | New York Islanders                         | Edmonton Oil Kings (WHL)        |
| 5  | Morgan Rielly (B)       | Kanada       | Toronto Maple Leafs                        | Moose Jaw Warriors (WHL)        |
| 6  | Hampus Lindholm (B)     | Sverige      | Anaheim Ducks                              | Rögle BK (Hockeyallsvenskan)    |
| 7  | Mathew Dumba (B)        | Kanada       | Minnesota Wild                             | Red Deer Rebels (WHL)           |
| 8  | Derrick Pouliot (B)     | Kanada       | Pittsburgh Penguins (från Hurricanes)      | Portland Winterhawks (WHL)      |
| 9  | Jacob Trouba (B)        | USA          | Winnipeg Jets                              | Team USA (USHL)                 |
| 10 | Slater Koekkoek (B)     | Kanada       | Tampa Bay Lightning                        | Peterborough Petes (OHL)        |
| 11 | Filip Forsberg (VF)     | Sverige      | Washington Capitals (från Avalanche)       | Leksands IF (Hockeyallsvenskan) |
| 12 | Michail Grigorenko (C)  | Ryssland     | Buffalo Sabres                             | Remparts de Québec (LHJMQ)      |
| 13 | Radek Faksa (C)         | Tjeckien     | Dallas Stars                               | Kitchener Rangers (OHL)         |
| 14 | Zemgus Girgensons (C)   | Lettland     | Buffalo Sabres (från Flames)               | Dubuque Fighting Saints (USHL)  |
| 15 | Cody Ceci (B)           | Kanada       | Ottawa Senators                            | Ottawa 67's (OHL)               |
| 16 | Tom Wilson (HF)         | Kanada       | Washington Capitals                        | Plymouth Whalers (OHL)          |
| 17 | Tomáš Hertl (C)         | Tjeckien     | San Jose Sharks                            | HC Slavia Prag (Extraliga)      |
| 18 | Teuvo Teräväinen (VF)   | Finland      | Chicago Blackhawks                         | Jokerit (FM-ligan)              |
| 19 | Andrej Vasilevskij (MV) | Ryssland     | Tampa Bay Lightning (från Red Wings)       | Tolpar Ufa (MHL)                |
| 20 | Scott Laughton (C)      | Kanada       | Philadelphia Flyers                        | Oshawa Generals (OHL)           |
| 21 | Mark Jankowski (C)      | Kanada       | Calgary Flames (från Predators via Sabres) | Stanstead College Spartans      |
| 22 | Olli Määttä (B)         | Finland      | Pittsburgh Penguins                        | London Knights (OHL)            |
| 23 | Mike Matheson (B)       | Kanada       | Florida Panthers                           | Dubuque Fighting Saints (USHL)  |
| 24 | Malcolm Subban (MV)     | Kanada       | Boston Bruins                              | Belleville Bulls (OHL)          |
| 25 | Jordan Schmaltz (B)     | USA          | St. Louis Blues                            | Green Bay Gamblers (USHL)       |
| 26 | Brendan Gaunce (C)      | Kanada       | Vancouver Canucks                          | Belleville Bulls (OHL)          |
| 27 | Henrik Samuelsson (HF)  | USA          | Phoenix Coyotes                            | Edmonton Oil Kings (WHL)        |
| 28 | Brady Skjei (B)         | USA          | New York Rangers                           | Team USA (USHL)                 |
| 29 | Stefan Matteau (C)      | USA          | New Jersey Devils                          | Team USA (USHL)                 |
| 30 | Tanner Pearson (VF)     | Kanada       | Los Angeles Kings                          | Barrie Colts (OHL)              |

## Svenskar i Draften
Det draftades totalt 22 svenskar varav två gick i första rundan, det är försämring både i första rundan och draften totalt mot förra årets draft där det gick sex spelare bland de topp 30 och det draftades totalt 28 svenska spelare.

### Första rundan
- Hampus Lindholm (B)
- Blev första svensken som blev draftad. Han blev vald som nummer sex av Anaheim Ducks.

- Filip Forsberg (HF)
- Var nästa svensk som blev draftad. Han blev vald som nummer elva totalt av Washington Capitals.

### Andra rundan
- Oscar Dansk (MV)
- Blev draftad som nummer 31 och förste målvakt av Columbus Blue Jackets.

- Sebastian Collberg (HF)
- Blev draftad som nummer 33 av Montreal Canadiens.

- Pontus Åberg (VF)
- Blev draftad som nummer 37 av Nashville Predators.

- Ludvig Byström (B)
- Blev draftad som nummer 43 av Dallas Stars.

### Tredje rundan
- Oskar Sundqvist (C)
- Blev draftad som nummer 81 av Pittsburgh Penguins.

### Fjärde rundan
- Erik Gustafsson (B)
- Blev draftad som nummer 93 av Edmonton Oilers.

- Erik Karlsson (C/VF)
- Blev draftad som nummer 99 av Carolina Hurricanes.

- Fredric Larsson (B)
- Blev draftad som nummer 111 av Philadelphia Flyers.

- Calle Andersson (B)
- Blev draftad som nummer 119 av New York Rangers.

### Femte rundan
- Daniel Gunnarsson (B)
- Blev draftad som nummer 128 av Minnesota Wild.

### Sjätte rundan
- Daniel Zaar (HF)
- Blev draftad som nummer 152 av Columbus Blue Jackets.

- Erik Nyström (VF)
- Blev draftad som nummer 154 av Montreal Canadiens.

- Linus Ullmark (MV)
- Blev draftad som nummer 163 av Buffalo Sabres.

- Simon Fernholm (B)
- Blev draftad som nummer 164 av Nashville Predators.

- Max Görtz (HF)
- Blev draftad som nummer 172 av Nashville Predators.

### Sjunde rundan
- Jonatan Nielsen (B)
- Blev draftad som nummer 194 av Florida Panthers.

- Christian Djoos (B)
- Blev draftad som nummer 195 av Washington Capitals.

- Mikael Wikstrand (B)
- Blev draftad som nummer 196 av Ottawa Senators.

- Rasmus Bodin (VF)
- Blev draftad som nummer 200 av Detroit Red Wings.

- Viktor Lööv (B)
- Blev draftad som nummer 209 av Toronto Maple Leafs.

### Sverigebekantingar
- Frederik Andersen (MV)
- Blev draftad i den tredje draftrundan och totalt som 87:e spelaren av Anaheim Ducks.

## Draftade spelare per nationalitet
| Nr | Nationalitet   | Antal draftval | %    |
|    | Nordamerika    | 155            | 73,4 |
| -- | -------------- | -------------- | ---- |
| 1  | Kanada         | 100            | 47,4 |
| 2  | USA            | 54             | 30,0 |
|    | Europa         | 57             | 26,5 |
| 3  | Sverige        | 22             | 10,4 |
| 4  | Ryssland       | 12             | 5,7  |
| 5  | Finland        | 9              | 4,2  |
| 6  | Tjeckien       | 6              | 2,8  |
| 7  | Lettland       | 2              | 1,0  |
|    | Danmark        | 2              | 1,0  |
| 8  | Frankrike      | 1              | 0,5  |
|    | Schweiz        | 1              | 0,5  |
|    | Vitryssland    | 1              | 0,5  |
|    | Storbritannien | 1              | 0,5  |